# Cândido Martins
Cândido Augusto de Freitas Martins (Senhor do Bonfim, 7 de junho de 1942 — 1 de outubro de 2010) foi um agropecuarista, empresário e político brasileiro.
Empresário na área de geração de energia, foi importante político baiano, exercendo os cargos eletivos de vereador (ARENA) de 1974 a 1978 em Senhor do Bonfim; deputado estadual (ARENA) de 1979 a 1982 e prefeito (PFL) de Senhor do Bonfim de 1983 a 1988 e de 1996 a 2000.
Faleceu aos 68 anos de idade, após sofrer um infarto durante uma entrevista na estação de rádio Rainha FM, em sua cidade natal.